# 科納斯維爾鎮區 (印第安納州費耶特縣)
科納斯維爾鎮區（英語：Connersville Township）是位於美國印地安納州費耶特縣的一個行政鎮區。

## 地方資料
根據2010年美國人口普查的數據，科納斯維爾鎮區的面積為84.90平方千米，當中陸地面積為84.70平方千米，而水域面積為0.20平方千米。當地共有人口12282人，而人口密度為每平方千米144.66人。